# To Drive The Cold Winter Away
To Drive The Cold Winter Away es el segundo álbum de estudio de la cantante e instrumentalista canadiense Loreena McKennitt. El álbum en si es un gran homenaje a sus recuerdos de infancia de la música en las temporadas invernales la cual, según ella, se caracterizaba por ser villancicos e himnos grabados en iglesias, templos o grandes salones; con una ambientación de paz y calma, aun así, bañados por las reverberaciones y ecos propios de las mismas edificaciones instaurando una tradición navideña.
Para capturar aquel mágico ambiente que solía recordar, Loreena siguió la senda de la belleza de la simplicidad a la hora de la composición y la interpretación de los temas seleccionados. También optó por mantener los sonidos característicos que se hallaron en las distintas grabaciones hechas en los templos religiosos y los grandes salones que eligió. Las locaciones escogidas por McKennitt fueron:
- La Iglesia de Nuestra Señora en Guelph, Ontario, Canadá.
- La Abadía Glenstal, un monasterio benedictino en Limerick, Irlanda.
- El Tyrone Guthrie Centre en el Condado de Monaghan, Irlanda.

## Lista de temas
- 1.- In Praise Of Christmas - 6:06 (Tradicional)
- 2.- The Seasons - 4:55 (Tradicional)
- 3.- The King (Ft. Cedric Smith) - 2:04 (Tradicional)
- 4.- Banquet Hall - 3:53 (McKennitt)
- 5.- Snow - 5:35 (Archibald Lampman/McKennitt)
- 6.- Balulalow - 3:09 (Tradicional)
- 7.- Let Us The Infant Greet - 3:46 (Tradicional)
- 8.- The Wexford Carol - 6:07 (Tradicional)
- 9.- The Stockford Carol - 3:02 (McKennitt)
- 10.- Let All To Are To Mirth Inclined - 6:52 (Tradicional)

## Observaciones
- The King es interpretada a dueto por McKennitt y el cantante Cedric Smith.
- Snow se basa y utiliza las palabras del poema del mismo nombre escrito por Archibald Lampman. La grabación fue incluida en el álbum recopilatorio de 1995 Celtic Christmas de la discográfica Windham Hill Records.